# Sarah Dunant
Sarah Dunant (Londres, 8 de agosto de 1950)  é uma romancista, jornalista, radialista e crítica britânica.

## Biografia
Ela é casada, tem duas filhas e vive em Londres e Florença.
Dunant nasceu em 1950 e cresceu em Londres. Ela é filha de David Dunant, um ex-comissário de bordo galês que mais tarde se tornou gerente da British Airways, e sua esposa francesa Estelle, que cresceu em Bangalore, na Índia.
Ela estudou história no Newnham College, Cambridge, onde ela esteve envolvida no clube teatral amador Footlights. Depois de se formar, ela ganhou um certificado de atriz e se mudou para Tóquio, no Japão. Em Tóquio, ela trabalhou como professora de inglês e recepcionista de boate por seis meses, antes de voltar para casa pelo Sudeste Asiático.

### BBC
Ela trabalhou na BBC Radio 4 por dois anos em Londres, produzindo sua então revista de artes Kaleidoscope, antes de viajar novamente, desta vez por terra, pelas Américas do Norte, Central e do Sul, uma viagem que se tornou material de pesquisa para seu primeiro livro isolado, o romance Snow Storms in Hot Climate (1988), um thriller sobre o início do comércio de cocaína na Colômbia.
Ela passou a trabalhar extensivamente no rádio e na televisão, mais notavelmente como apresentadora do programa noturno de artes ao vivo da BBC2, The Late Show na década de 1990 e Night Waves, programa noturno de discussão cultural da BBC Radio 3.

### Pontos de vista
Em seu jornalismo e oratória, ela é feminista e defensora da legalização da maconha. Católica de nascimento, ela também escreveu sobre a importância da religião na história e a necessidade de o catolicismo se reformar.

## Obras

### Série Marla Masterson (co-autoria com Peter Busby como Peter Dunant)
1. Exterminating Angels (1983)
2. Intensive Care (1986)

### Série Hannah Wolfe
1. Birth Marks (1992) Marcas de Nascença (Record, 1998)
2. Fatlands (1993)
3. Under My Skin (1995) Sob Minha Pele (Record, 2000)

### Livros isolados
- Snow Storms in a Hot Climate (1988)
- Transgressions (1997) Transgressões (Record, 1999)
- Mapping the Edge (1999)

### Romances históricos da Renascença Italiana

#### The Borgias
1. Blood and Beauty (2013)
2. In the Name of the Family (2017)

#### Livros isolados
- The Birth of Venus (2003) O Nascimento de Vênus (Record, 2005)
- In the Company of the Courtesan (2006) Na Companhia da Cortesã (Record, 2008)
- Sacred Hearts (2009) Sagrados corações (Record, 2017)

### Não-ficção
- The War of the Words: The Political Correctness Debate (1995)
- The Age of Anxiety (1996)